# Zaouia Sidi Tahar
Zaouia Sidi Tahar  (in arabo زاوية سيدي الطاهر‎?) è un centro abitato e comune rurale del Marocco situato nella provincia di Taroudant, regione di Souss-Massa. Conta una popolazione di 11 677 abitanti (censimento 2014).